# Chivay
Chivay è una piccola città del Perù meridionale, capoluogo della provincia di Caylloma nella regione di Arequipa. È il centro urbano principale fra quelli situati nel Cañón del Colca.
Questa località è utilizzata da molti turisti come punto di partenza per visitare la Cruz del Cóndor, un famoso punto panoramico del canyon da cui è possibile ammirare il volo dei condor delle Ande.

## Luoghi di interesse
- Osservatorio astronomico: situato presso una struttura alberghiera, dispone di un telescopio per osservare, a pagamento, la volta celeste.
- Sorgenti termali di La Calera: a circa tre chilometri da Chivay, dispongono di alcune piscine con acqua calda incastonate fra le pareti del Cañón del Colca.
- Ponte Inca: realizzato in pietra, sormonta il burrone in cui scorre il fiume Colca, a nord della cittadina.